# وسترزباخ
شهر وسترزباخ (به آلمانی: Wächtersbach) در ایالت هسن در کشور آلمان واقع شده‌است.